# Răpirea Rebeccăi
Răpirea Rebeccăi este o pictură de la mijlocul secolului al XIX-lea realizată de artistul francez Eugène Delacroix. Realizată în ulei pe pânză, lucrarea prezintă o scenă din romanul Ivanhoe al lui sir Walter Scott în care eroina Rebecca este răpită. Delacroix a produs tabloul în toiul Mișcării Romantice Franceze și a prezentat lucrarea la Salonul de la Paris din 1846. Versiunea din 1846 a Răpirii se află în prezent în colecția Metropolitan Museum of Art, care descrie lucrarea ca fiind „una dintre picturile cele mai importante ale lui Delacroix”. În 1858, Delacroix a creat o lucrare aproape identică pentru Salonul de la Paris din 1859; a doua versiune a răpirii este în colecția de la Luvru.